# فرط نمو الشعر قبل البلوغ
فرط نمو الشعر قبل البلوغ، والمعروف أيضًا باسم فرط نمو الشعر في مرحلة الطفولة، هو حالة جلدية تتميز بزيادة نمو الشعر، وتوجد عند الرضع والأطفال الأصحاء. فرط نمو الشعر قبل البلوغ هو حالة تجميلية ولا تؤثر على أي جانب صحي آخر. قد يعاني الأفراد المصابون بهذه الحالة من تدني احترام الذات ومشكلات الصحة العقلية بسبب التصورات المجتمعية لما يجب أن يكون عليه المظهر الطبيعي. آلية فرط نمو الشعر قبل البلوغ غير واضحة، لكن الأسباب قد تشمل الوراثة أو الأمراض الجهازية أو الأدوية.
في حين أن فرط نمو الشعر يصيب الرجال والنساء على حد سواء، فإن فرط نمو شعر الأذنين، وشعر الأنف، وفرط نمو الشعر الوراثي يؤثر بشكل أساسي على الذكور. يمكن أن يظهر فرط نمو الشعر قبل البلوغ عند الولادة أو يتطور لاحقًا أثناء الطفولة.
تشمل إستراتيجيات إدارة فرط نمو الشعر قبل البلوغ العلاج الدوائي، ووقف الدواء إذا كان ناجمًا عن دواء، وطرق إزالة الشعر الكيميائية أو الفيزيائية أو تغييرها.

## العلامات والأعراض
يتميز فرط نمو الشعر قبل البلوغ بفرط نمو الشعر الذي يظهر أثناء الولادة ويتقدم خلال الطفولة. في حالة فرط نمو الشعر المعمم، يحدث نمو مفرط للشعر في جميع أنحاء الجسم، بينما في حالة فرط نمو الشعر الموضعي، يحدث النمو المفرط للشعر فقط في مناطق معينة من الجسم. أحد الأمثلة على فرط نمو الشعر قبل البلوغ الموضعي أو المحدود هو فرط نمو الشعر القطني العجزي، أو وحمة الذيل. يسود نمط نمو الشعر في فرط نمو الشعر قبل البلوغ المعمم على الوجه والظهر والأطراف. الأهم من ذلك، أن هذا نمط فريد من أنماط نمو الشعر المفرط في الشعرانية.
فرط نمو الشعر في حد ذاته حميد، لكنه يمثل مشكلة تجميلية قد تؤدي إلى مشاكل نفسية-اجتماعية. مع نمو الطفل، قد يستأنف نمو الشعر أو يزيد أو ينقص. ومع ذلك، قد تختلف أنماط النمو والتقدم بشكل عام بناءً على تصنيف فرط الشعر، فضلًا عن ارتباطه بالاضطرابات الأخرى.

## الأسباب
تخضع الأسباب والآلية الدقيقة لفرط نمو الشعر قبل البلوغ لمزيد من البحث المكثف، ومع ذلك فمن المعروف أنه عادة لا ينتج عن زيادة مستويات الأندروجين، وهي خاصية مهمة لكثرة الشعر. يطلق عليه اسم ما قبل البلوغ لأنه يحدث قبل العمر المعتاد أو بداية سن البلوغ، وبالتالي لا يرجع إلى التغيرات الهرمونية الطبيعية التي تحدث عادةً خلال فترة البلوغ. على الرغم من أن ظهور الشعر يمكن أن يحدث عند الولادة أو في مرحلة الطفولة، إلا أن النمو المفرط للشعر يمكن أن يستمر حتى مرحلة البلوغ. فرط نمو الشعر قبل البلوغ بحد ذاته حالة نادرة نسبيًا.
يمكن أن تُعزى تقارير الإصابة بفرط نمو الشعر قبل البلوغ إلى مجموعة متنوعة من العوامل مثل كونه تأثيرًا سلبيًا للعديد من الأدوية، أو حتى الإصابة بعدوى، أو اضطراب وراثي، أو اضطراب استقلابي، أو اضطرابات الأكل (خاصة فقدان الشهية العصبي). نظرًا لأن فرط نمو الشعر يمكن أن يكون موجودًا عند الولادة أو يحدث أثناء الطفولة، يُقترح على الوالد المتوقع مناقشة الأدوية التي يتناولونها أو يخططون لتناولها مع طبيبهم أولًا، حيث قد تظهر آثار جانبية محتملة بينهم أو على طفلهم النامي. من المهم أيضًا بالنسبة لهم الامتناع عن تناول الكحول أثناء الحمل لأنه يمكن أن يعرض الطفل لخطر الآثار الضارة مثل زيادة خطر الإصابة بفرط الشعر قبل البلوغ. لذلك، يمكن أن تحدث آثار ضارة على الطفل بسبب تناول الدواء أو تناول الكحول، ما قد يؤدي إلى احتمال تطور فرط الشعر. لا يرتبط فرط الشعر قبل البلوغ بالضرورة بحالة مرضية كامنة خطيرة، حيث يمكن رؤيته في الأطفال الذين لا يعانون من أي حالات. ومع ذلك، ما يزال هناك احتمال أن تترافق الحالات الكامنة الأخرى في الحالات التي يتم فيها تحديد فرط نمو الشعر قبل البلوغ. على سبيل المثال، يمكن لمرض الجذام أن يكون موجودًا مع فرط نمو الشعر عند المولودين بدهون أقل، على الرغم من ضرورة إجراء التشخيص المناسب.

### الفيزيولوجيا المرضية
هناك أبحاث محدودة متاحة لفهم الفيزيولوجيا المرضية لفرط نمو الشعر قبل البلوغ وآلية نمو الشعر في هذه الحالة، ولكن يُعزى المسار المحتمل في البعض إلى زيادة تركيزات هرمون التستوستيرون في الجسم. يمكن أن يؤدي ارتفاع مستويات هرمون التستوستيرون إلى نمو الشعر المفرط في جميع أنحاء الجسم أثناء الطفولة، حيث تكون المناطق الأكثر تضررًا هي الوجه والظهر والمناطق القريبة من جذع الجسم. على الرغم من أن الآلية غير واضحة بعد، إلا أن بعض الأدوية يمكن أن تسبب فرط الشعر. المينوكسيديل والسيكلوسبورين بعض الأمثلة على الأدوية التي يمكن أن تسبب فرط نمو الشعر.

### الآليات المحتملة
لا يوجد سبب واضح يمكن تحديده لمعظم حالات فرط نمو الشعر قبل البلوغ. قد يكون فرط نمو الشعر قبل البلوغ ناتجًا عن عوامل وراثية أو أمراض جهازية أو أدوية.